# هارالد استناواگ
هارالد استناواگ (انگلیسی: Harald Stenvaag؛ زادهٔ ۵ march ۱۹۵۳ (۷۲ سال)) ورزشکار ورزش تیراندازی اهل نروژ است.
وی در مسابقات کشوری و بین‌المللی در مجموع برندهٔ ۱ مدال نقره، ۱ مدال برنز شده‌است.